# Ernst Rassow
Ernst Erich Viktor Rassow (* 27. Dezember 1898 in Berlin; † 4. Januar 1946 bei Schwerin) war ein deutscher Kriminalbeamter, der im Zweiten Weltkrieg leitend bei der Geheimen Feldpolizei tätig war und später als Kriegsverbrecher hingerichtet wurde.

## Leben
Nach dem Schulbesuch, dem Ersten Weltkrieg und der Zugehörigkeit zu einem Freikorps schlug Rassow die 1919 Polizeilaufbahn ein, wo er Karriere machte. Zunächst bei der Sicherheitspolizei wechselte er 1924 zu Kriminalpolizei. Er besuchte ab 1925 die Polizeihochschule und wurde zum Kommissar befördert. Zum 1. Dezember 1932 trat er der NSDAP bei (Mitgliedsnummer 1.418.096). Im Reichskriminalpolizeiamt war er in der Abteilung 2b (Veruntreuung, Schwarzmünzer) als Kriminalrat beschäftigt.
Nach der Gründung des Reichssicherheitshauptamtes leitete Rassow ab März 1941 als Kriminaldirektor das Referat V B 2 („Betrug“), das der Abteilung V B („Einsatz“) innerhalb der Amtsgruppe V („Verbrechensbekämpfung - Reichskriminalpolizeiamt“) angehörte. Er wurde 1941 zudem zum SS-Sturmbannführer befördert (SS-Nummer 290.592).
Zu Beginn des Zweiten Weltkrieges wurde er zur 312. Gruppe der Geheimen Feldpolizei eingezogen mit wechselnden Einsatzorten. Dann wurde er Polizeidirektor beim Truppenkommandeur in Nordwestfrankreich. Von Juni 1941 bis Januar 1942 führte Rassow zudem im Rang eines Heerespolizeichefs an der Ostfront eine etwa 4000-köpfige Gruppe der Geheimen Feldpolizei. Von Juni 1942 bis April 1945 war er als Personalchef im Stab der Geheimen Feldpolizei in Berlin tätig. Zuletzt leistete er im Rang eines Oberstleutnants Kriegsdienst beim Heer in Bayern und geriet schließlich in britische Kriegsgefangenschaft.
Rassow wurde nach Kriegsende am 7. Oktober 1945 in Rudolstadt von Angehörigen der Roten Armee verhaftet. Am 24. Dezember 1945 wurde er gemäß einem Kriegsgerichtsurteil der 5. Stoßarmee der UdSSR durch ein sowjetisches Militärtribunal aufgrund von Kriegsverbrechen zum Tode verurteilt und Anfang Januar 1946 in einem Wald 10 km südöstlich von Schwerin erschossen. Am 4. Juni 1999 wurde er durch den Generalstaatsanwalt der Russischen Föderation rehabilitiert.

## Schriften
- „Die Stellung der Kriminalpolizei im strafprozessualen Ermittlungsverfahren und ihr Verhältnis zur Justiz“, in: Pol 25 (1928), S. 440–444 und 483–486.